# Felipe de Jesús Cueto González
Felipe de Jesús Cueto González OFM (* 2. Juli 1904 in Etzatlán, Jalisco; † 16. August 1983) war ein mexikanischer Ordensgeistlicher und römisch-katholischer Bischof von Tlalnepantla. 

## Leben
Felipe de Jesús Cueto González trat in den Franziskanerorden ein und empfing am 24. September 1932 die Priesterweihe.
Papst Paul VI. ernannte ihn am 13. Januar 1964 zum ersten Bischof des mit gleichem Datum errichteten Bistums Tlalnepantla. Die Bischofsweihe spendete ihm der Apostolische Delegat in Mexiko, Erzbischof Luigi Raimondi, am 1. April desselben Jahres; Mitkonsekratoren waren Francisco Orozco Lomelín, Weihbischof in Mexiko-Stadt, und Carlos Quintero Arce, Bischof von Ciudad Valles.
An der dritten und vierten Sitzungsperiode des Zweiten Vatikanischen Konzils nahm er als Konzilsvater teil.
Papst Johannes Paul II. nahm am 28. Mai 1979 seinen Rücktritt an.